# En ung mor
En ung mor är en dikt av Gustaf Fröding som skildrar situationen för ogifta mödrar i slutet av 1800-talet. Dikten gavs ut i diktsamlingen Nytt och gammalt år 1897. Dikterna från Nytt och gammalt gestaltar ofta olika miljöer men har inte något övergripande tema.
Mando Diao gjorde en tolkning av dikten på skivan Infruset år 2012.

## Handling
I dikten skildras hur en ung, blek kvinna med kläder av sämre slag sitter på en kista uppe på en vind. Hon har fött ett barn som hon inte vet om hon kommer att kunna ta hand om. 
Klen och svag och blek om kind,

klädd i linntyg och i stubb,

i en liten skrubb

på en gammal vind

satt en sjuttonårig tös

på en kistas lock och frös

med ett byltebarn, som grät,

lagt i knät.
Dikten säger hur hon överväger att ta sitt liv och att kväva barnet men ändrar sig. Dikten avslutas med
”Jag får dra mig fram

genom fattigdom och skam

och den usla karln

får betala för sitt barn.” 

## Stildrag
Dikten innehåller rim i olika mönster. Först kommer ett ABBA-rim, sedan ett AABB-rim följt av ett AAABBB-rim. 

## Tonsättning
Gruppen Mando Diao har sjungit in dikten 2012 på Infruset, deras album med Frödingtolkningar, i en tonsättning av Gustaf Norén och Björn Dixgård.